# Georges VII de Géorgie
Georges VII de Géorgie (en géorgien : გიორგი VII, Giorgi VII ; mort en 1405) est un roi de Géorgie de 1395 à 1405.

## Biographie
Fils du roi Bagrat V de Géorgie et de sa première épouse Hélène, il est associé au trône dès 1369. Il continue avec intransigeance le combat mené par son père contre Tamerlan, ce qui entraîne de nouvelles dévastations en Géorgie, notamment lors des cinq invasions de 1399-1403 en Kakhétie, Héréthie, Karthlie et Iméréthie. 
Devant l’opposition de son demi-frère cadet le futur roi Constantin Ier et de l’atabeg  Iwané Jakeli du Samtskhé, le roi doit consentir à traiter, à payer un tribut contre la non-intervention de Tamerlan en Géorgie, et à se maintenir en roi vassal chrétien.
Après la mort de Tamerlan en février 1405 et les luttes de pouvoir entre ses héritiers, l'empire de Tamerlan se fragmente tandis que Miran Shah et ses fils se disputent le contrôle de la Perse. Au milieu de ce chaos, Georges VII, qui était revenu d'Iméréthie, s'engagea dans des batailles pour reconquérir les territoires perdus. Il réussit à conquérir le Nakhitchevan et Gandja, tout en causant des destructions dans des villes comme Ani, Erzurum et Tabriz. Malgré une armée de seulement 5 000 hommes, George VII réussit à étendre temporairement les frontières de la Géorgie à leur ancienne étendue.
Après la mort de Tamerlan en 1405, Georges VII doit faire face aux incursions des nomades turcomans et est tué lors d’un combat contre ces derniers en 1405 à Nakhidari en Somkhéti.
On ne lui connaît aucune alliance ni descendance. Le trône revient alors à son frère Constantin Ier

## Sources
- Cyrille Toumanoff, Les dynasties de la Caucasie chrétienne de l'Antiquité jusqu'au XIXe siècle : Tables généalogiques et chronologiques, Rome, 1990, p. 139.
- Alexandre Manvelichvili, Histoire de la Géorgie, Paris, Nouvelles Éditions de la Toison d'Or, 1951, 476 p., p. 245.
- Nodar Assatiani et Alexandre Bendianachvili, Histoire de la Géorgie, Paris, l'Harmattan, 1997, 335 p. [détail des éditions] (ISBN 2-7384-6186-7, présentation en ligne).
- (en) Cyrille Toumanoff « The Fifteenth-Century Bagratids and the institution of the collegial sovereignty in Georgia ». Consulté le 18 janvier 2014.
- Marie-Félicité Brosset, Histoire de la Géorgie depuis l’Antiquité jusqu’au XIXe siècle, v. 1-7, Saint-Pétersbourg, 1848-58 (lire ce livre avec Google Books : , ), p. 664-677.
- (en) Donald Rayfield, Edge of Empires, a History of Georgia, Londres, Reaktion Books, 2012, 482 p. (ISBN 978-1-78023-070-2, lire en ligne)

1. ↑  Rayfield 2012, p. 152.